# Landtagswahlkreis St. Johann im Pongau
Der Wahlbezirk St. Johann im Pongau (Wahlbezirk 4) ist ein Wahlkreis in Salzburg, der den politischen Bezirk St. Johann (Pongau) umfasst. Bei der Wahl 2013 zum Salzburger Landtag waren im Wahlbezirk St. Johann im Pongau 57.773 Personen wahlberechtigt, wobei bei der Wahl die Österreichische Volkspartei (ÖVP) mit 31,1 % als stärkste Partei hervorging. Neben der ÖVP, die eines der fünf möglichen Grundmandate im Wahlkreis erzielte, erreichte auch die Sozialdemokratische Partei Österreichs (SPÖ) ein Grundmandat.

## Geschichte

### Monarchie
Wahlbezirke für die neuen gewählten Landtage wurden im Kaisertum Österreich für das Kronlandes Herzogtum Salzburg mit dem Oktoberdiplom 1860 eingerichtet, als Salzburg ein neues Landestatut bekam, und wurden mit dem Februarpatent 1861 für alle Kronländer neu verordnet.
Dabei hatte der Landtag im Herzogthum Salzburg insgesamt 26 (ursprünglich 20) Sitze (Abgeordnete), unter anderen 10 Vertreter der Städte und Märkte  (Wahlgruppe II, ursprünglich 5) und 8 der Landgemeinden  (Wahlgruppe III, ursprünglich 9).
Für den Pongau waren vorgesehen:
- Wahlbezirk (Stadt) Radstadt, Wahlgruppe II: Radstadt – 1 Abgeordneter[6]
- Wahlbezirk St. Johann, Wahlgruppe II: St. Johann, Werfen, Hofgastein, St. Veit, Wagrain – 1 Abgeordneter[7] (ursprünglich nicht vorgesehen)
- Wahlbezirk St. Johann (bis 1867: Wahlbezirk Werfen),[8] Wahlgruppe III: politische Bezirke  Werfen, St. Johann, Gastein, Wagrain – 2 Abgeordnete (ursprünglich Werfen/Radstadt und St. Johann/Gastein je ein Wahlbezirk)[9]

### Republik
Ursprünglich bestand dann im Bundesland Salzburg der Republik Österreich bei Landtagswahlen lediglich ein Wahlkreis. Nachdem die burgenländische Landtagswahl 1977 beim Verfassungsgerichtshof angefochten worden war, erkannte der Verfassungsgerichtshof, dass die Nennung von „Wahlkreisen“ im Artikel 26 des Bundes-Verfassungsgesetzes, also im Plural, dahingehend auszulegen sein, dass mindestens zwei Wahlkreise pro Bundesland bestehen müssen. In der Folge änderten die betroffenen Bundesländer Kärnten, Salzburg und das Burgenland ihre Landtagswahlordnungen. Das Land Salzburg vollzog die notwendige Adaptierung mit der am 27. September beschlossenen Landtagswahlordnung 1978, die das Land Salzburg in sechs Wahlkreise unterteilte. Der Bezirk St. Johann im Pongau bildete dabei einen eigenen Wahlkreis.
Der Landtagswahlkreis St. Johann im Pongau wurde bis 1999 von der Österreichischen Volkspartei (ÖVP) dominiert. 1984 erzielte die ÖVP noch 50,3 %, danach reduzierte sich das Ergebnis der Volkspartei durch den Aufstieg der FPÖ bis in die 1990er Jahre auf 41 bis 42 %. Mit den starken Verlusten der FPÖ und dem Siegeszug von Gabi Burgstaller verlor die ÖVP ihre Spitzenposition 2004 an die SPÖ. Auch 2009 belegte die ÖVP nur den zweiten Platz. Trotzdem die ÖVP 2013 mit ihrem bisher schlechtesten Ergebnis von 31,1 % abschnitt, konnte sie auf Grund der schweren SPÖ-Verluste 2013 wieder den ersten Platz belegen. Die ÖVP kam bei jeder Wahl im Wahlkreis auf ein Grundmandat, 1999 erreichte sie sogar zwei Grundmandate.
Die Sozialdemokratische Partei Österreichs (SPÖ) war zwischen 1979 und 1999 die zweitstärkste Partei im Wahlkreis, wobei sie, nachdem sie 1979 noch 44,3 % erreicht hatte, bis 1999 nahezu sukzessive auf 33,2 % verlor. Mit dem Antreten von Gabi Burgstaller konnte die SPÖ 2004 die ÖVP überholen und mit 45,3 % ihr bisher bestes Ergebnis erreichen. 2009 konnte die SPÖ ihre Spitzenposition trotz Verlusten halten, 2013 stürzte sie jedoch auf 27,3 % ab und markierte damit nicht nur ihr schlechtestes Ergebnis, sondern rutschte wieder hinter die ÖVP auf Platz zwei zurück. Damit verlor die SPÖ auch ihr zweites Grundmandat, das sie zwischen 2004 und 2009 innegehabt hatte.
Die Freiheitliche Partei Österreichs (FPÖ) war bisher bei jeder Wahl die drittstärkste Partei im Bezirk St. Johann im Pongau, wobei sie 2013 mit 19,0 % auf ihr bisher bestes Ergebnis kam. Die Grünen Salzburg kamen bis 2009 bei keiner Wahl über 6 %. Dank massiver Gewinne bei der Landtagswahl konnten die Grünen 2013 mit 14,2 % ihr bestes Ergebnis erzielen, belegten jedoch trotzdem nur den vierten Platz hinter der FPÖ.

## Wahlergebnisse
| Landtagswahlen im Wahlkreis St. Johann | Landtagswahlen im Wahlkreis St. Johann | Landtagswahlen im Wahlkreis St. Johann | Landtagswahlen im Wahlkreis St. Johann | Landtagswahlen im Wahlkreis St. Johann | Landtagswahlen im Wahlkreis St. Johann | Landtagswahlen im Wahlkreis St. Johann | Landtagswahlen im Wahlkreis St. Johann | Landtagswahlen im Wahlkreis St. Johann |
| -------------------------------------- | -------------------------------------- | -------------------------------------- | -------------------------------------- | -------------------------------------- | -------------------------------------- | -------------------------------------- | -------------------------------------- | -------------------------------------- |
| Wahltermin                             | GM                                     |                                        | SPÖ                                    | ÖVP                                    | FPÖ                                    | GRÜNE                                  | KPÖ                                    | Sonstige                               |
| 25. März 1979                          |                                        | Stimmenanteile (%)                     | 44,3                                   | 46,0                                   | 9,7                                    | -                                      |                                        | -                                      |
| 25. März 1979                          | 6                                      | Grundmandate                           | 2                                      | 2                                      | 0                                      | -                                      | -                                      | -                                      |
| 25. März 1984                          |                                        | Stimmenanteile (%)                     | 39,60                                  | 50,28                                  | 6,43                                   | 2,04                                   |                                        | 1,65                                   |
| 25. März 1984                          | 5                                      | Grundmandate                           | 1                                      | 2                                      | 0                                      | 0                                      | -                                      | 0                                      |
| 12. März 1989                          |                                        | Stimmenanteile (%)                     | 36,17                                  | 45,24                                  | 13,52                                  | 3,32                                   |                                        | 1,74                                   |
| 12. März 1989                          | 5                                      | Grundmandate                           | 1                                      | 2                                      | 0                                      | 0                                      | -                                      | 0                                      |
| 13. März 1994                          |                                        | Stimmenanteile (%)                     | 32,40                                  | 40,82                                  | 18,54                                  | 4,58                                   |                                        | 3,66                                   |
| 13. März 1994                          | 5                                      | Grundmandate                           | 1                                      | 2                                      | 0                                      | 0                                      | -                                      | 0                                      |
| 7. März 1999                           |                                        | Stimmenanteile (%)                     | 33,22                                  | 42,76                                  | 18,07                                  | 4,19                                   |                                        | 1,76                                   |
| 7. März 1999                           | 5                                      | Grundmandate                           | 1                                      | 2                                      | 0                                      | 0                                      | -                                      | 0                                      |
| 7. März 2004                           |                                        | Stimmenanteile (%)                     | 45,27                                  | 41,30                                  | 7,88                                   | 5,55                                   |                                        | -                                      |
| 7. März 2004                           | 5                                      | Grundmandate                           | 2                                      | 2                                      | 0                                      | 0                                      | -                                      | -                                      |
| 1. März 2009                           |                                        | Stimmenanteile (%)                     | 42,01                                  | 37,58                                  | 13,32                                  | 4,05                                   | -                                      | 3,03                                   |
| 1. März 2009                           | 5                                      | Grundmandate                           | 2                                      | 1                                      | 0                                      | 0                                      | -                                      | 0                                      |
| 5. Mai 2013                            |                                        | Stimmenanteile (%)                     | 27,13                                  | 31,11                                  | 19,01                                  | 14,21                                  | -                                      | 8,53                                   |
| 5. Mai 2013                            | 5                                      | Grundmandate                           | 1                                      | 1                                      | 0                                      | 0                                      | -                                      | 0                                      |
| 22. April 2018                         |                                        | Stimmenanteile (%)                     | 21,0                                   | 39,9                                   | 20,8                                   | 5,0                                    | -                                      | 13,4                                   |
| 22. April 2018                         | 5                                      | Grundmandate                           | 1                                      | 1                                      | 1                                      | 0                                      | -                                      | 0                                      |
| 23. April 2023                         |                                        | Stimmenanteile (%)                     | 20,4                                   | 33,3                                   | 28,7                                   | 4,7                                    | 6,7                                    | 6,2                                    |
| 23. April 2023                         | 5                                      | Grundmandate                           | 1                                      | 1                                      | 1                                      | 0                                      | 0                                      | 0                                      |